# Grace Cossington Smith
Grace Cossington Smith AO OBE (Neutral Bay, 20 de abril de 1892 – Roseville, 20 de dezembro de 1984) foi uma pintora australiana, considerada pioneira do pós-impressionismo em seu país.
Nascida em Neutral Bay, Sydney, era a segunda filha de cinco crianças e filha de Ernest Smith e Grace Smith. Em 1909, começou a ter aulas de arte com Albert Collins e Alfred Coffey. No ano seguinte, começou a estudar desenho em Sydney em aulas para jovens garotas, ministradas pelo professor Antonio Dattilo-Rubbo. Em 1912, mudou-se por dois anos para Winchester, na Inglaterra, com sua irmã mais velha onde atendera a aulas de desenho. Na Alemanha, realizara aulas de esboço ao ar livre, que influenciariam suas obras.
Retornou para Sydney em 1914 e permaneceu por lá pelo resto de sua vida.
Após voltar para as aulas de Rubbo, iniciou sua carreira na pintura. Smith tornou-se entusiasta da arte moderna, influenciada por Norah Simpson, ex-pupila de Rubbo. "The sock knitter" (1915) foi sua primeira pintura a ser exibida e uma das primeiras inteiramente pós-impressionistas da Austrália. Seu uso de cor e tinta tornou-se mais ousado, influenciada por van Gogh e Cézanne.
Em 1920, sua casa em Turramurra foi comprada pelos Smiths e renomeada Cossington. Por sugestão de sua mãe, Grace então tornou-se Grace Cossington Smith, o nome que dedicaria à sua carreira artística. Respeitada por outros pintores modernistas como Roland Wakelin e Roy de Maistre, ela enviava quadros para exibições anuais da Royal Art Society of New South Wales em 1915, a Society of Artists em 1919 e ao Contemporary Group em 1927.
Sua primeira exposição solo acontecera em 1928, na Grosvenor Galleries e de 1932 a 1971, a cada três ou quatro anos na Macquarie Galleries. 
Grace fora incluída em grandes acervos de museus para exposições simbólicas como "150 anos da arte australiana" (Sydney, 1938) e "Art of Australia 1788-1941".
Sua participação no Modernismo, após sua fase inspirada por van Gogh no final dos anos 1910, incluíra uma fase mais sombria e tonal que retratava a vida nas cidades no início dos anos 20. De 1926 em diante, ela retorna a uma construção mais planificada e com eventual radicalismo nas cores inspirado por Gauguin. Em 1937, quando começa a empreender excursões ao ar livre, Cézanne torna-se seu herói.
Nos anos 40, os museus da Austrália começaram a incluir a obra de Cossington Smith em seus acervos, mas não foi até os anos 60 que ela tornou-se amplamente conhecida. Esse reconhecimento tardio deu-se pelo seu temperamento quieto.

Faleceu em Roseville em 20 de dezembro de 1984. 